# Friesodielsia enghiana
Friesodielsia enghiana (Diels) Verdc. – gatunek rośliny z rodziny flaszowcowatych (Annonaceae Juss.). Występuje naturalnie w Gwinei, Sierra Leone, Liberii, Wybrzeżu Kości Słoniowej, Ghanie, Nigerii, Kamerunie, Republice Środkowoafrykańskiej, Gwinei Równikowej, Gabonie, Kongo, Demokratycznej Republice Konga, Ugandzie oraz Tanzanii. 

## Morfologia
PokrójZimozielony krzew o pnących pędach dorastających nawet do 30 m wysokości. Młode pędy są omszone.
LiścieMają kształt od podłużnego do podłużnie lancetowatego. Mierzą 8–30 cm długości oraz 1,5–8 cm szerokości. Nasada liścia jest od zaokrąglonej do prawie sercowatej. Blaszka liściowa jest o krótko spiczastym wierzchołku. Ogonek liściowy jest owłosiony i dorasta do 2–4 mm długości.
KwiatyZebrane w pęczki, rozwijają się w kątach pędów. Działki kielicha mają trójkątnie owalny kształt i dorastają do 3–5 mm długości. Płatki zewnętrzne mają eliptycznie owalny kształt, są omszone i zieloną barwę, osiągają do 15–25 mm długości, natomiast wewnętrzne mają kształt od owalnego do prawie okrągłego i mierzą 12–15 mm długości. Kwiaty mają owłosione słupki o podłużnym kształcie i długości 2–3 mm.
OwoceZebrane w owoc zbiorowy o cylindrycznie elipsoidalnym kształcie. Są omszone, osadzone na szypułkach. Osiągają 1–1,5 cm długości.

## Biologia i ekologia
Rośnie w wilgotnych lasach.